# Condado de Fayette (Alabama)
El condado de Fayette es un condado de Alabama, Estados Unidos. Tiene una superficie de 1630 km² y una población de 18 495 habitantes (según el censo de 2000). La sede de condado es Fayette.

## Historia
El Condado de Fayette se fundó el 20 de diciembre de 1824.

## Geografía
Según la Oficina del Censo de los Estados Unidos el condado tiene un área total de 1630 km², de los cuales 1626 km² son de tierra y 4 km² de agua (0,25%).

### Principales autopistas
- U.S. Highway 43
- State Route 13
- State Route 18

### Condados adyacentes
- Condado de Marion (norte)
- Condado de Walker (este)
- Condado de Tuscaloosa (sureste)
- Condado de Pickens (suroeste)
- Condado de Lamar (oeste)

### Ciudades y pueblos
- Belk
- Berry
- Fayette
- Glen Allen (parcialmente - Parte de Glen Allen se encuentra en el Condado de Marion)
- Gu-Win (parcialmente - Parte de Gu-Win se encuentra en el Condado de Marion)
- Winfield (parcialmente - Parte de Winfield se encuentra en el Condado de Marion)

## Demografía
| Población histórica Año Población ±% 1900 14 132 — 1910 16 248 +15.0 % 1920 18 365 +13.0 % 1930 18 443 +0.4 % 1940 21 651 +17.4 % 1950 19 388 −10.5 % 1960 16 148 −16.7 % 1970 16 252 +0.6 % 1980 18 809 +15.7 % 1990 17 962 −4.5 % 2000 18 495 +3.0 % |           |         |
| Población histórica |           |         |
| Año | Población | ±%      |
| 1900 | 14 132    | —       |
| 1910 | 16 248    | +15.0 % |
| 1920 | 18 365    | +13.0 % |
| 1930 | 18 443    | +0.4 %  |
| 1940 | 21 651    | +17.4 % |
| 1950 | 19 388    | −10.5 % |
| 1960 | 16 148    | −16.7 % |
| 1970 | 16 252    | +0.6 %  |
| 1980 | 18 809    | +15.7 % |
| 1990 | 17 962    | −4.5 %  |
| 2000 | 18 495    | +3.0 %  |